# Gaspar Martínez
Gaspar Martínez(Huesca, antes 1655 - después 1677). Fue un impresor español, natural de Huesca, que trabajó inicialmente como impresor en Zaragoza. En 1655 casó con Isabel de Labayen, que ese año había quedado viuda de Diego de Zabala (activo entre 1654 y 1656). Tuvo una vida turbulenta en el plano familiar y profesional que condujo el negocio a una situación pésima. Le sucedió su hijastro Martín Gregorio de Zabala, activo entre 1666 y 1700.

## Vicisitudes personales y profesionales
Isabel de Labayen, a poco de enviudar de Diego Zabala, en 1655, se casa con Gaspar Martínez, impresor, natural de Huesca y residente en Zaragoza, que carece de bienes pero que, a cambio, garantiza la dirección del negocio de imprenta, puesto que en aquel tiempo las mujeres no estaban facultadas para ser titulares de un establecimiento comercial. El matrimonio no tuvo hijos. La convivencia matrimonial se deteriora, sin duda por culpa de Gaspar Martínez, el cual también mantiene malas relaciones con su hijastro, Martín Gregorio de Zabala. 
Martínez, en 1659, denuncia a los libreros del Reino de Navarra por la venta de la Cartilla de la Doctrina y el Arte de Gramática de Nebrija, aduciendo que solo a él le compete en virtud de la licencia que el Consejo Real de Navarra le ha concedido por seis años. Sostiene que los impresores que le han precedido han gozado de este monopolio, que al parecer se remonta a 1637, cuando lo obtuvieron Martín de Labayen y su yerno Diego de Zabala. Al final, el Consejo Real confirma su privilegio y ordena a los libreros que únicamente vendan los ejemplares impresos por Martínez, que este ha de firmar uno a uno para distinguirlos de los importados fraudulentamente.
Debió de ser un hombre de carácter difícil e irresponsable, con una vida desordenada, lo que explicaría la denuncia del Padre Moret por la desaparición de la tipografía que le había entregado para la impresión de las Investigaciones históricas de las antigüedades del Reyno de Navarra (1665). Por este motivo vivió varios meses “retirado” en el convento del Carmen, lo que hace suponer que estuvo refugiado en sagrado, libre de las órdenes de detención que finalmente se hicieron efectivas. Estuvo once meses encarcelado.
Decide escapar a su tierra natal y, para ello, reúne el dinero que le proporciona la venta de la Gramática de Nebrija y Libro Cuarto de Bartolomé Bravo cuya tirada almacena en la botiga. Son 1500 ejemplares de cada título que entrega a Pablo Lorente como prenda del cobro de 1000 reales que dice que va a recibir de “cierto mercader” de Zaragoza. Lorente, que no se fía, consigue el aval del “mercader de libros y librero” afincado en Pamplona Lorenzo Coroneau para que, si Martínez no le devuelve el dinero en un mes, este se quede con los impresos y le abone 1030 reales. Como era presumible, Martínez no cumplió su palabra y los impresos pasaron a manos del librero pamplonés, quien los mandó encuadernar a Juan Micón y Juan Enciso. Es posible que el negocio se planteara de esta manera tan enrevesada o que, ante la denuncia de sustracción de los libros formulada por su esposa, Isabel de Labayen, Coroneau ofreciera esta explicación. 
Como se acaba de exponer, tras la fuga de su marido en 1666, Isabel de Labayen denuncia la desaparición de los impresos, aunque no es posible dilucidar si ignora el robo o, lo cual resulta poco creíble, o, que sabiéndolo, recurre a los juzgados para recuperarlos. Los tribunales, al final, sentenciaron que Coroneau era su legítimo propietario ya que había pagado a Gaspar Martínez lo pactado.
Martínez, entre tanto, se instaló en Zaragoza, donde compró el oficio de portero real, probablemente con el dinero sustraído a su esposa. Al poco tiempo, tras dejar arrendado el oficio de portero real en la capital aragonesa, volvió con su mujer, que, de nuevo, le puso al frente de la imprenta y disfrutó del cargo de impresor del Reino de Navarra, que le reportaba cien reales anuales, como se comprueba en las Cortes de 1677 que autorizan el pago de su salario correspondiente a ese año y al anterior.

## Un negocio mortecino
El negocio arrastra una vida mortecina; se atienden pequeños encargos —no se imprime un libro— para lo que eventualmente se contrata personal. Con el apoyo de su esposa, pleitea contra su hijastro, Martín Gregorio de Zabala, que dirige la primera imprenta de la ciudad. Persigue romper el monopolio de impresión de los papeles judiciales que detenta Zabala y lo consigue gracias a una sentencia favorable, fundada en la libertad de elegir taller.

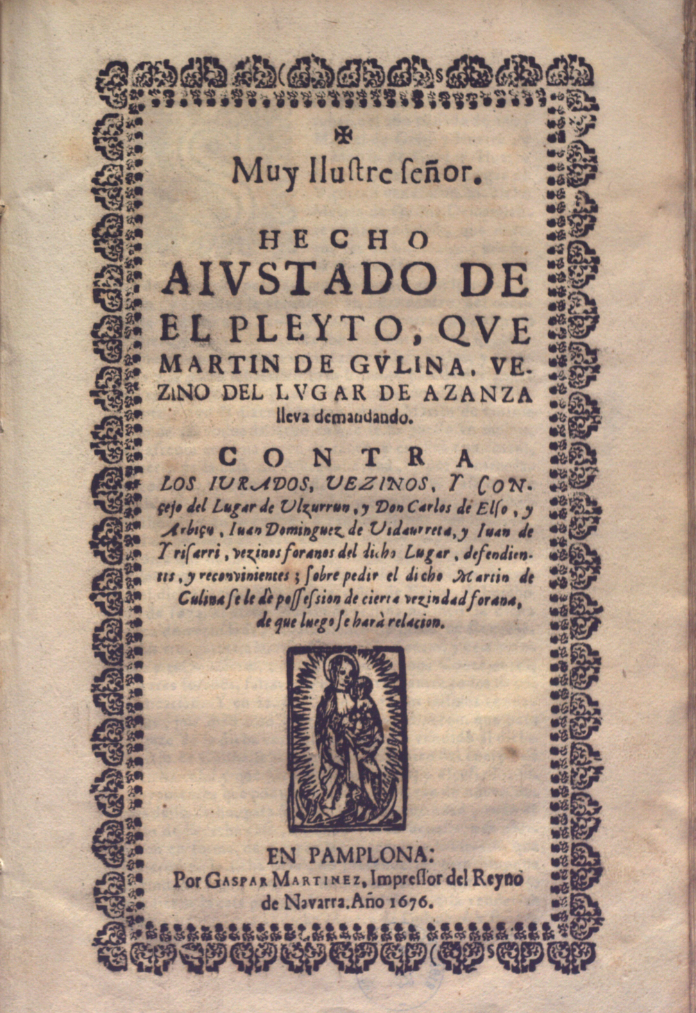
Impreso judicial impreso por Gaspar Martínez en fecha tardía (1676)

Los avatares de la familia de Isabel de Labayen alcanzan la mayor conflictividad en 1672, cuando Martín Gregorio de Zabala denuncia a su padrastro por haber robado “cinco cajones de letra”, que pesaban 16 arrobas, y haberlos malvendido en Zaragoza. 
En el fondo, lo que se pretendía dilucidar era la propiedad de la imprenta, por lo que la madre, a pesar de los conflictos conyugales, tomó partido por su marido. Al final, después de un engorroso y costoso pleito que se alargó cuatro años, los tribunales fallaron que los cajones no habían sido robados a Martín Gregorio de Zabala, ya que eran de la madre, la heredera del negocio, y, por este motivo, su esposo tenía derecho a disponer de ellos. Además, desautorizaron la pretensión de Martín Gregorio de figurar como propietario del taller de la madre, y, por este motivo, obligaron a esta a pagarle el salario correspondiente al tiempo que había trabajado en la imprenta a sus órdenes, ya que, a todos los efectos, era un empleado y de ninguna manera el dueño de la misma.
Martínez, en este tiempo, vive con su mujer alquilado en la calle San Antón, en la casa de José Bayona, y, al menos, tiene a su servicio dos criados Juan de Ollo y Antonia de Garro, ambos de 17 años.

## Producción de libros
Gaspar Martínez toma el mando de la imprenta regentada hasta su muerte por Diego de Zabala, después de casarse con la viuda, Isabel de Labayen. Su actividad va desde 1656 hasta 1666, cuando huye del Reino de Navarra y deja el negocio abandonado. Son once años en los que el trabajo es mínimo, con solo diez libros, que lo que da una media de menos de uno por año, cuando la de los impresores navarros del XVII es de 1,5.
La realidad es que en los cinco años que van desde 1660 hasta 1664 únicamente se registra un trabajo (1662), mientras que en los dos últimos se concentra la mitad de la producción, ya que se imprimen cinco títulos. 
| Producción de libros de la imprenta de Gaspar Martínez (1656-1666) |
| ------------------------------------------------------------------ |
|                                                                    |

En resumen, la producción de la imprenta de la viuda de Diego de Zabala, bajo el mandato de su segundo marido, Gaspar Martínez, pone de manifiesto un negocio decaído, sin rumbo, con actividad registrada hasta 1666, aunque se sabe que en años posteriores, al menos hasta 1677 —cuando comparte el título de Impresor del Reino con su hijastro Martín Gregorio de Zabala—, estuvo al frente del mismo atendiendo pequeños trabajos, mientras que los principales se encargaban al taller de su hijastro, con el que tenía una pésima relación personal y, por ende, profesional.